# مرغ باران منورکایی
مرغ باران خرمگس‌وار یا مرغ باران منورکایی (نام علمی: Pterodromoides minoricensis) نام یک گونه از تیره کبوتردریاییان است.